# Бентивольо, Фабрицио
Фабрицио Бентивольо (итал. Fabrizio Bentivoglio; род. 4 января 1957, Милан, Италия) — итальянский театральный и киноактер, режиссер и сценарист. Один из самых успешных актеров современного итальянского кино. За время своей актерской карьеры сыграл роли в более 60-ти кино-, телефильмах и сериалах. Отмечен многочисленными (более 20) национальными и международными профессиональными и фестивальными кинонаградами.

## Биография
Фабрицио Бентивольо родился 4 января 1957 года в Милане, Италия. Был единственным ребенком в семье, его отец работал стоматологом, а мать была домохозяйкой. Во время обучения в средней школе Леонардо да Винчи имел страсть к музыке и футболу. По окончании школы в течение одного сезона (1970-71) играл в молодежной команде «Интера». Был вынужден покинуть спортивную карьеру из-за травмы левого колена и поступил в актерскую школу театра Пикколо-театро, где состоялся его актерский дебют.
В 1980 году Фабрицио Бентивольо дебютировал в кино, снявшись в фильме Альфредо Джианнетти «Голубоглазый бандит», где его партнерами были Франко Неро и Далила ди Лаццаро. После фильма «Маракешский экспресс» началось многолетнее творческое сотрудничество Бентивольо с режиссером Габриэле Сальваторесом. Как и Диего Абатантуоно Бентивольо стал любимым актером Сальватореса.
В 1999 году Фабрицио Бентивольо дебютировал как режиссер короткометражной лентой по собственному сценарию «Типота». В 2007 году поставил полнометражный фильм «Забудь об этом, Джонни!».